# Línea 53 (Córdoba)
La Línea 53 es una línea de transporte urbano de pasajeros de la ciudad de Córdoba, Argentina. El servicio está actualmente operado por la empresa T.A.M.S.E..
Anteriormente el servicio de la línea 53 era denominada como R5 desde 2002 por T.A.M.S.E., hasta que en septiembre de 2013, TAMSE deja de prestar servicio el corredor Rojo y pasan a manos de Aucor, hasta que el 1 de marzo de 2014, por la implementación del nuevo sistema de transporte público, el R5 se fusiona como 53 y operada por la misma empresa, más tarde Aucor deja de existir y pasa a manos de ERSA Urbano, esta última operó esta línea hasta el 18 de diciembre de 2022 cuando pasa a manos de TAMSE.

## Recorrido
Desde barrio El Chingolo a Cabildo.
Ida: Ramón Farrate – Av. Juan B. Justo – Amalia Celia Figueredo de Pietra – Av. Rancagua – Germán Berdiales – Juan Luis Orrego – Bartolomé Hidalgo – Av. Rancagua – Francisco de Alarcón – Gral. Manuel de Escalada – José Melian – Av. Rancagua – Diagonal Ica – Pinagasta – Santiso y Moscoso – Av. Leandro N. Alem – Av. Eduardo Bulnes – Félix Frías – Suipacha – Bedoya – Av. Roque Sáenz Peña – Puente Centenario – Av. Gral. Paz – Av. Vélez Sarsfield – Av. Hipólito Yrigoyen – Plaza España – Av. Ambrosio Olmos – Plaza de las Américas – Av. Vélez Sarsfield – Rotonda Las Flores – Av. Vélez Sarsfield – Defensa – Calle Publica 1 Cuadra – Giro a la Derecha – Calle Pública – Arani – Carmelo Ibarra- La Falda- Tilcara – Congreso – Cajamarca – Cumbre del Perchel – Cajamarca – Alto del Tala – Ushuaia – Rio Colorado – Mascachin hasta Alto del Tala.
Regreso: De Mascachin y Alto del Tala – por esta – Gaiman – Rio Colorado – Ushuaia – Alto del Tala – Cajamarca – Cumbre del Perchel – Cajamarca – Río Negro – Tilcara – La Falda – Carmelo Ibarra – Arani – Giro a la derecha – Pasaje Público – Giro a la Izquierda calle publica – Defensa – Av. Vélez Sarsfield – Plaza de las Américas – Av. Ambrosio Olmos – Plaza España – Av. José Manuel Estrada – Av. Pueyrredón – Belgrano – Av. Marcelo T. de Alvear – Belgrano – Tucumán – La Tablada – Bv. Mitre – Puente Antártida – Juan Antonio Lavalleja – Juan del Campillo – Rivadeo – Jerónimo Luis de Cabrera – José de la Reta – Suipacha – Jacinto Ríos – Av. Leandro N. Alem – Mauricio Yadarola – Colomprea – Ministalalo – Puerto Rico – Obispo Malvar y Pinto – Diagonal Ica – Av. Rancagua – José Melian – Gral. Manuel de Escalada – Francisco de Alarcón – Av. Rancagua – Amalia Celia Figueredo de Pietra – Av. Juan B. Justo – Ramón Farrate hasta Punta de Línea. .